# Ilybius quadriguttatus
Ilybius quadriguttatus là một loài bọ cánh cứng bản địa của châu Âu và Near East. Ở châu Âu, nó được tìm thấy ở Áo, Belarus, Bỉ, Bulgaria, Quần đảo Anh, Croatia, Cộng hòa Séc, mainland Đan Mạch, Estonia, Phần Lan, chính quốc Pháp, Đức, Hungary, chính quốc Ý, Kaliningrad, Latvia, Liechtenstein, Litva, mainland Na Uy, Ba Lan, România, Nga, Slovakia, Slovenia, Chính quốc Tây Ban Nha, Thuỵ Điển, Thụy Sĩ, Hà Lan, Ukraina và Nam Tư.

## Hình ảnh

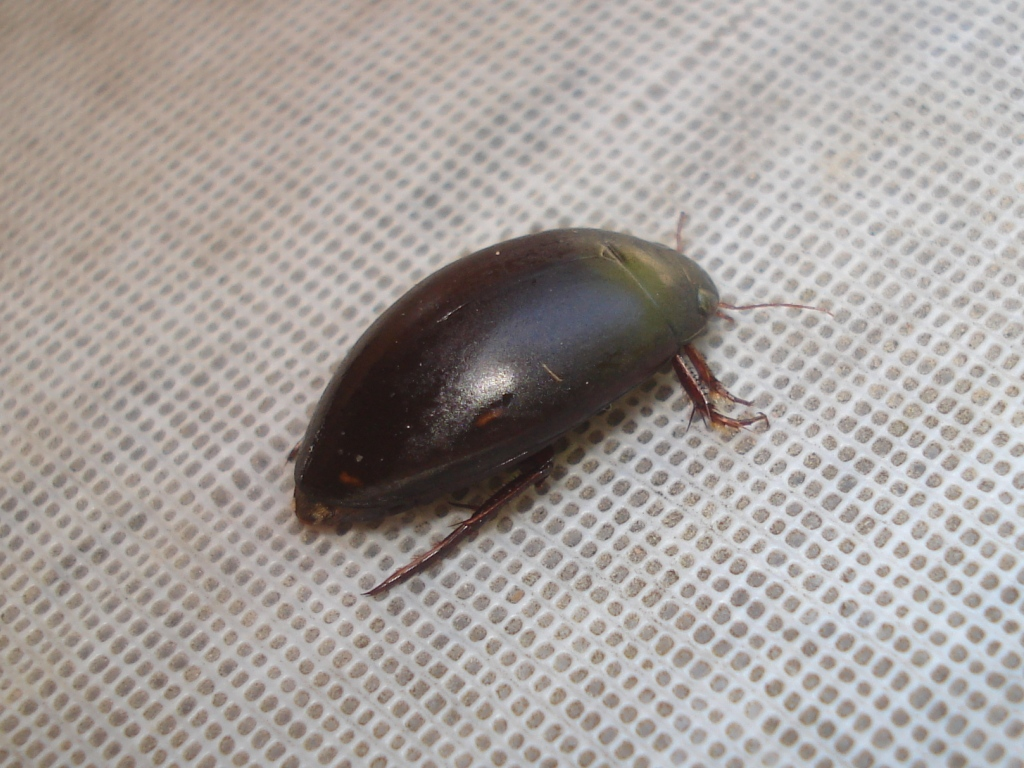